# 크로스파이어 (온라인 게임)
《크로스파이어》(CROSSFIRE)는 가상의 민간 군사 기업인 글로벌 리스크와 블랙 리스트간의 전쟁을 주제로 한, 스마일게이트에서 개발한 전세계 회원 수 6억 7000만 명, 동시접속자 수 800만 명을 기록한 온라인 1인칭 슈팅 게임이다. 현재 일본 등 동아시아 국가를 비롯한 북남미, 유럽, 아프리카 일부 등에서 서비스되며 전세계 80여 개 국에서 서비스되고 있다.

## 게임 방식
크로스파이어에서 개인 또는 단체 단위의 데스매치, 고스트매치, 뉴데스매치의 4가지 방식을 제공되고 있다. 고스트매치는 특수 장치로 투명해진 블랙 리스트의 요원들을 글로벌 리스크측에서 막아내고 특정 타겟을 지켜내는 방식이고, 뉴데스매치는 개인 단위 데스매치에 맵에 흩뿌려져 있는 여러 가지 아이템으로 전술을 쓸 수 있도록 한 방식이다.
피망에서 2012년 7월 서비스가 중단되었다. 2013년 12월 12일부로 스마일게이트를 통해 서비스가 재개되었고 지난 2020년 한국 서비스를 종료했다.

## 진영

### 글로벌 리스크
글로벌 리스크(Global Risk)는 SAS 출신의 알렉스 로이드 경이 설립하고 오스트레일리아계 미국인 사업가 마이클 노먼이 주식회사로 발전시킨 민간 군사 기업이다. 알렉스 로이드 경에 의해 회사는 세계의 평화를 유지하기 위한 명분을 갖고 테러 진압 작전에 지원하고 있다. 미국의 SWAT, 러시아 연방의 OMOH, 영국의 SAS와 UPL, 대한민국의 707특수임무대대, 국적불명의 P.R.S(Phantom Rose Squad) 등이 있다
독립형 부대 'GRX'가 있으며, UN 소속의 X-파일 관리국과 합동 작전을 진행 중인 그들이 맡는 임무는 회사 내의 다른 직원들도 알 수 없도록 비밀에 부쳐져 있다.

### 블랙 리스트
설립자가 알려지지 않고 법인등록이 되지 않은 블랙 리스트(Black List)는 무국적 민간 군사 기업으로, 반란군 또는 테러리스트의 의뢰에 따라 작전을 대행해 주고 있다. 직원은 대부분 중동아시아 출신자이며 미국이나 영국과 같은 강대국이 아닌 약소국의 이익을 대변하는 명분을 내세워서 주로 약소국의 요청을 받아 작전을 진행한다.

## 중국에서의 인기
2011년 중국 내 동시접속자 수 300만을 기록하며 큰 인기를 끌고 있다. 2011년 12월 마지막 주 중국 게임 총 순위에서 1위를 차지하기도 했다. 현재 이 동시접속자 수는 800만 명까지 늘었으며, 포브스 지 기사(2013)에 따르면 단일게임 세계 최고 매출을 기록, 1조원에 달하는 매출을 올렸다.

## 네오위즈와 분쟁
네오위즈에서 크로스파이어를 퍼블리싱 하였으나 퍼블리싱 계약 기간이 만료되자 스마일게이트에서 자체 서비스를 결정하였고 이에 네오위즈에서 문제제기 하였고, 논의 과정에서 네오위즈가 운영과정에서 습득하고 확보한 정보의 제공을 거부하였다. 이후 스마일게이트에서 독자 서비스를 진행하고 있다.